# The Ten Million Club
El Ten Million Club (en holandés: "De Club van Tien Miljoen") es una organización que quiere igualar el tamaño de la población de los Países Bajos con la capacidad de carga de la zona. 
El Club fue creado como una fundación privada por el historiador holandés Paul Gerbrands en 1994. Al principio, la fundación llamaba a una población cada vez más reducida para crear un mejor ambiente de vida para los holandeses; más tarde se hizo hincapié en la reducción de la huella ecológica de los habitantes de los Países Bajos. 

## 10 millones de habitantes
Cuando se fundó el Ten Million Club, Holanda contaba con más de 15 millones de habitantes. En cambio, el Club abogó por un número objetivo de 10 millones de personas, como sucedió en 1950. Sin embargo, las mediciones de la huella ecológica de los holandeses revelaron que este número era demasiado alto, dado el nivel de consumo y contaminación de la población. Según los cálculos recientes de FoodPrintNetwork Archivado el 22 de octubre de 2009 en Wayback Machine., solo 4,5 millones de personas podrían vivir en los Países Bajos de forma sostenible, dada su huella ecológica actual. 
Una parte principal es la huella de carbono. Una transición rápida a la energía renovable, así como una reducción sustancial del consumo podría hacer posible un mayor número de habitantes, sin la necesidad de depender o incluso explotar a otros países. 

## Lasuperpoblacióncomo un problema global
Los cálculos de la huella ecológica de todos los países del mundo muestran exactamente dónde se supera la biocapacidad y las hectáreas globales disponibles de un país. The Ten Million Club considera que la presión demográfica es una causa esencial de este exceso. Dado el impacto global de la superpoblación, el Club no solo se dirige a los holandeses; publica en español, francés, alemán, inglés, portugués, chino, árabe y ruso. 

## Sensibilización sobre la sobrepoblación
La organización trata de incrementar la conciencia pública sobre la superpoblación como un problema nacional e internacional al proporcionar información sobre los inconvenientes de la presión demográfica manteniendo un sitio web en múltiples idiomas con artículos sobre superpoblación y publica un boletín informativo tres veces al año. Además, distribuye información, da conferencias y apoya a estudiantes que escriban una tesis sobre el tema. 
En un documental de 10 minutos titulado "Sobrepoblación en Europa: ¿podemos sobrevivir?" The Ten Million Club destaca diferentes aspectos de la superpoblación, así como sus consecuencias perjudiciales.